# Glypta dorsiatomanae
Glypta dorsiatomanae là một loài tò vò trong họ Ichneumonidae.